# Пиеве дел Кайро
Пиѐве дел Ка̀йро (на италиански: Pieve del Cairo; на ломбардски: Pièv, Пиев) е село и община в Северна Италия, провинция Павия, регион Ломбардия. Разположено е на 80 m надморска височина. Населението на общината е 1946 души (към 2017 г.).